# Abbeydorney Abbey
Abbeydorney Abbey (oder O’Dorney Abbey, irisch Mainistir Ó dTorna, gebräuchliche lateinische Bezeichnung: Kyrie eleison wohl im Anklang an die Lage in Kerry) ist eine ehemalige Zisterzienserabtei im County Kerry in der Republik Irland. Die Klosterruine liegt neun Kilometer nördlich von Tralee im Norden der Ortschaft Abbeydorney.

## Geschichte
Das Kloster wurde 1154 gegründet und war ein Tochterkloster von Monasteranenagh Abbey (Nenay Abbey). Damit gehörte es der Filiation der Primarabtei Kloster Clairvaux an. Christian O’Conarchy, Abt von Mellifont, zog sich in das Kloster zurück und wurde dort 1186 begraben. 1227 war das Kloster in die Verschwörung von Mellifont verwickelt und sein Abt wurde abgesetzt. Das Kloster wurde in der Zeit Heinrichs VIII. 1537 aufgelöst, jedoch blieben Mönche bis 1577 im Kloster. Die Besitzungen gingen auf Edmund Lord Kerry über, der den Titel Baron O’Dorney erhielt.

## Bauten und Anlage

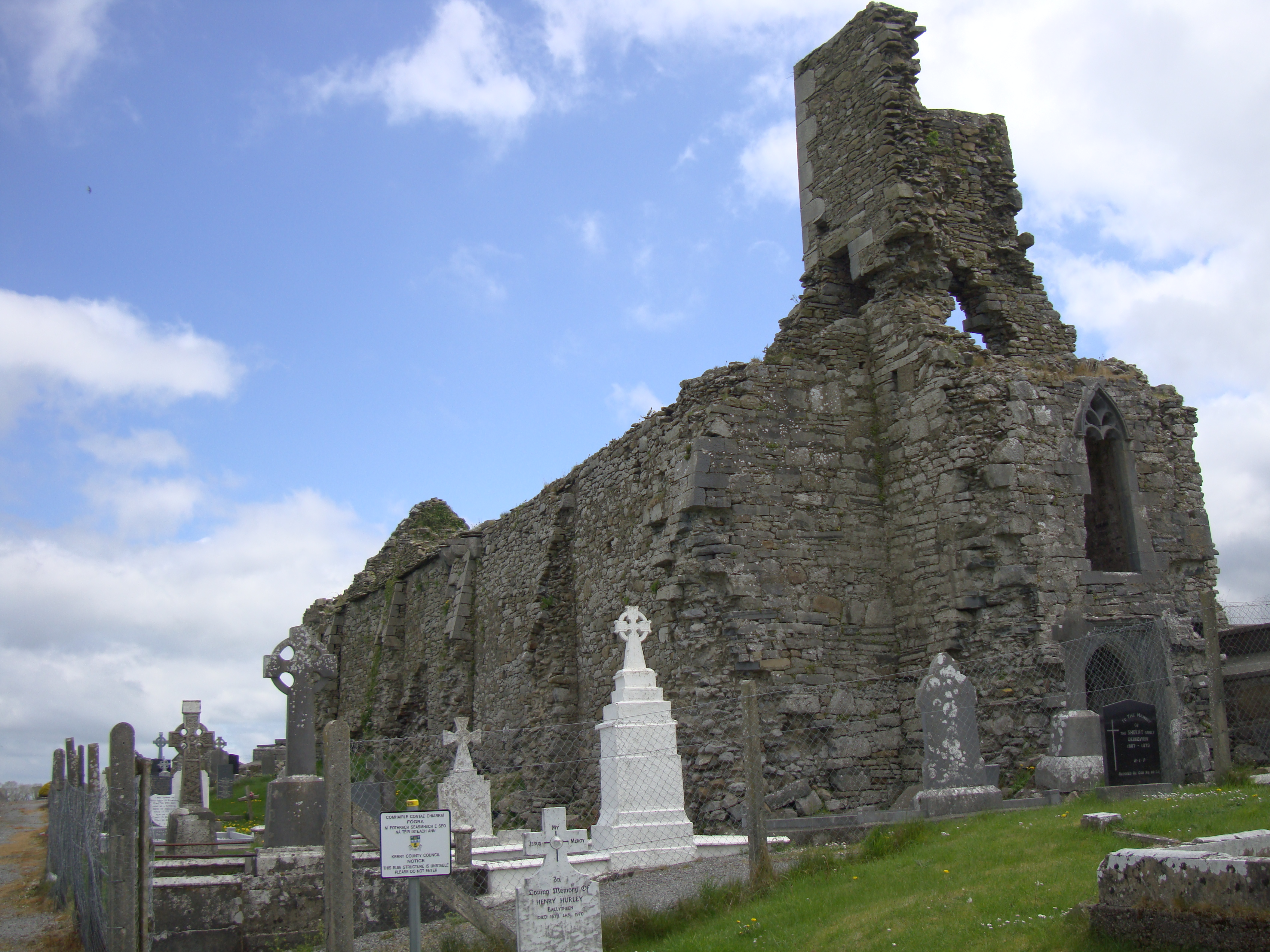
Die Ruine der Klosterkirche

In ruinösem Zustand sind die kreuzförmige Kirche aus dem 15. Jahrhundert mit Resten des Westturms und der Klausurgebäude erhalten. Das Klostergelände wird heute als Friedhof genutzt.